# Anisolepis longicauda
Espèce
Synonymes
- Aptycholaemus longicauda Boulenger, 1891
- Anisolepis argentinus Koslowsky, 1895

Anisolepis longicauda est une espèce de sauriens de la famille des Leiosauridae.

## Répartition
Cette espèce se rencontre en Argentine et au Paraguay.

## Description
Les types de Anisolepis longicauda mesurent, pour le mâle, 348 mm dont 270 mm pour la queue et, pour la femelle, 320 mm dont 240 mm pour la queue. Cette espèce a la face dorsale brun pâle et présente une large ligne longitudinale sombre parfois surlignée de chaque côté par une trait fine noirâtre. Sa tête est ornée de brun et de noirâtre. Sa face ventrale est crème.

## Étymologie
Son nom d'espèce, du latin longi, « long », et cauda, « queue », lui a été donné en référence sa queue dont la taille fait au moins trois fois celle de son corps.

## Publication originale
- Boulenger, 1891 : Description of a new genus of Iguanoid lizards. Annals and Magazine of Natural History, ser. 6, vol. 8, no 43, p. 85-86 (texte intégral).